# Rudy Rogiers
Rudy Rogiers (Wetteren, 17 de febrer de 1961) va ser un ciclista belga, professional del 1983 al 1992. Com a amateur va guanyar una medalla de plata al Campionat del món de ruta de 1981 per darrere del soviètic Andrei Vedérnikov.

## Palmarès
- 1982
  - 1r a la Volta a Bèlgica amateur
  - 1r a la París-Roubaix amateur
  - Vencedor d'una etapa al Tour de l'Hainaut Occidental
- 1985
  - Vencedor d'una etapa als Quatre dies de Dunkerque

### Resultats al Tour de França
- 1983. 67è de la classificació general
- 1984. Fora de control (18a etapa)
- 1985. 70è de la classificació general
- 1986. 104è de la classificació general

### Resultats a la Volta a Espanya
- 1990. 104è de la classificació general

### Resultats al Giro d'Itàlia
- 1992. 123è de la classificació general